# Rimorchio ATM serie 1200
I rimorchi tranviari serie 1200 dell'ATM di Milano erano una serie di rimorchi a due assi costruiti dall'Ansaldo di Genova dopo la seconda guerra mondiale.

## Storia
I rimorchi tranviari serie 1200 furono costruiti tra il 1947 e il 1948 in 38 esemplari (1200-1237), al fine di poter essere utilizzati accoppiati alle motrici di serie 700, così da poterne aumentare la capacità di persone trasportate per singolo convoglio; sebbene la formula motrice più rimorchiata fosse ormai concettualmente e economicamente superata, data la necessità di presenziare il rimorchio con un controllore, oltre a quello presente in vettura assieme al manovratore.
Tali rimorchi svolsero servizio sulla rete milanese fino al 31 dicembre 1963, data oltre la quale il Ministero dei Trasporti decretò il divieto di utilizzo di tali composizioni in contesti urbani, su percorsi promiscui con il traffico automobilistico. Gli ultimi esemplari vennero demoliti nel 1967 presso il deposito interurbano di Monza Borgazzi.